# 上維利霍瓦
48°45′1″N 39°32′38″E / 48.75028°N 39.54389°E
上維利霍瓦（烏克蘭語：Верхня Вільхова）是位於烏克蘭東部的村莊，由盧甘斯克州夏斯季亞區的斯塔尼齊亞-盧漢斯卡市鎮負責管轄。該村始建於十八世紀，面積2.93平方公里，海拔高度123米，2001年人口464，人口密度每平方公里158.4人。